# Desogestrel
Desogestrel ist ein synthetisches Gestagen der 3. Generation, das als hormonelles Kontrazeptivum zur Empfängnisverhütung verwendet wird. Es ist alleiniger Bestandteil reiner Gestagenpillen (Cerazette), sogenannter „östrogenfreier Minipillen“, die zusätzlich zur Konsistenzveränderung des Zervikalschleims auch den Eisprung unterdrücken und dadurch die Sicherheit signifikant steigern.

## Eigenschaften
Desogestrel ist ein Prodrug, die gestagene Wirkung erfolgt durch den aktiven Metaboliten 3-Keto-Desogestrel.

## Verwendung
Gestagene werden bei Menschen mit Monatsblutung, die sich nicht als Frauen identifizieren oder Geschlechtsdysphorie haben, zur Unterdrückung der Monatsblutung genutzt, sofern diese nicht durch die Testosteronbehandlung von selbst verschwindet.
Weiterhin ist Desogestrel als Gestagenkomponente in einphasigen Kombinationspräparaten (Marvelon) enthalten.
Desogestrel wurde zum ersten Mal 1975 beschrieben. In Europa wurde es medizinisch erstmals 1981 verwendet.
Der Sachverständigen-Ausschuss für Verschreibungspflicht der deutschen Arzneimittelbehörde empfahl im Januar 2024, einen Antrag auf Entlassung aus der Verschreibungspflicht für Desogestrel zur oralen Anwendung abzulehnen.

## Analytik
Zur zuverlässigen qualitativen und quantitativen Bestimmung wird nach angemessener Probenvorbereitung die Kopplung der HPLC mit der Massenspektrometrie eingesetzt.

## Verdachtsfallmeldungen
Einer im WHO Pharmaceuticals Newsletter 2018 No. 5 publizierten Untersuchung des Uppsala Monitoring Centre zufolge wurden unter der Anwendung von Desogestrel vermehrt Verdachtsfälle von Panikattacken und suizidalem Verhalten gemeldet.

## Handelsnamen
Monopräparate

Cerazette (D, A, CH), zahlreiche Generika (D), Jubrele
Kombinationspräparate

Biviol (D), Desmin (D), Desoren (CH), Gracial (A, CH), Lamuna (D), Liberel (A), Lovelle (D), Marvelon (D, A, CH), Mercilon (A, CH), Novial (D)